# Henshaw Hill
Der Henshaw Hill ist ein Hügel in den Pentland Hills. Die 416 m hohe Erhebung liegt an deren Westflanke im Süden der rund 25 km langen Hügelkette. Über die Hügelkuppe verläuft die Grenze zwischen den schottischen Council Areas West Lothian im Norden und South Lanarkshire im Süden.
Die nächstgelegene Ortschaft ist das rund drei Kilometer westlich gelegene Tarbrax. West Linton ist neun Kilometer ostsüdöstlich vor der Ostflanke der Hügelkette gelegen. Zu den umgebenden Hügeln zählen der Mealowther im Nordwesten, White Craig und Millstone Rig im Nordosten, Darlees Rig im Osten, Bleak Law im Südosten sowie Harrows Law und Black Birn im Süden beziehungsweise Südwesten.

## Umgebung
An den Hängen des Henshaw Hills entspringen verschiedene Bäche. Von der Nordflanke fließt ein Zufluss des Crosswood Burn ab, der rund 2,5 m nördlich zum Crosswood Reservoir aufgestaut wird. Dieses dient der Trinkwasserversorgung im Central Belt. Das an der Ostflanke entspringende Medwin Water markiert zunächst die Grenze zwischen West Lothian und South Lanarkshire. Ab dem Tal zwischen Millstone Rig und White Craig bildet es die Grenze zwischen South Lanarkshire und den Scottish Borders.